# Hrodna
Hrodna of Grodno (Wit-Russisch: Гродна, Hrodna; Russisch Гродно, Pools: Grodno; Litouws: Gardinas, Duits (historisch): Garten) is een stad in Wit-Rusland en tevens de hoofdstad van de gelijknamige vobłaść Hrodna. De stad heeft 317.366 inwoners (2005 (schatting)).
De stad ligt in het uiterste noordwesten van Wit-Rusland, nabij de grenzen van Polen en Litouwen, aan de rivier de Memel. Door de nabijheid van deze landen heeft Hrodna een van de grootste concentraties katholieken van Wit-Rusland. Tevens is het een belangrijk Pools cultureel centrum en leeft de meerderheid van Polen in Wit-Rusland in de stad en de omgeving van Hrodna.
De stad is bekend door de medische universiteit die zich hier bevindt.

## Geschiedenis
Hrodna, dat in historische context meestal met zijn Poolse naam Hrodna wordt aangeduid, heeft een lange en roerige geschiedenis. De stad ontstond als kleine versterking, gesticht door een Slavische stam, de Dregovitsen. De eerste schriftelijke vermelding stamt uit  1127-28, toen het werd genoemd in de Nestor-kroniek. De ligging op het knooppunt van verschillende handelsroutes langs de rivieren de Memel (Neman) en de Gorodnicanka was bepalend voor de snelle ontwikkeling van de stad. Vanaf de tweede helft van de twaalfde eeuw vormde Hrodna het centrum van een apart koninkrijk. Een eeuw later verloor dit koninkrijk zijn zelfstandigheid en ging het deel uitmaken van het grootvorstendom Litouwen, en daarmee vanaf 1569 van het Pools-Litouwse gemenebest. Koning Stefanus Báthory maakte de stad tot zijn voornaamste residentie. Hrodna bleef twee eeuwen tot het gemenebest behoren, tot de stad bij de derde Poolse deling in 1795 in handen kwam van het Russische tsarenrijk.
In 1801 werd Hrodna de hoofdstad van het gelijknamige gouvernement. In 1862 werd de stad aangesloten op de spoorlijn tussen Sint-Petersburg en Warschau. De bevolking van de stad nam in de 19de eeuw snel toe. Van de 46.871 inwoners waren er in 1897 24.611 joods.
In 1915 bezette Duitsland na het uitbreken van de Eerste Wereldoorlog ook de stad Hrodna. Het kwam in 1918 na ondertekening van het Verdrag van Brest-Litovsk in handen van het inmiddels bolsjewistische Rusland. In april 1919 vielen de Polen onder leiding van maarschalk Józef Piłsudski de Wit-Russische gebieden binnen en bezetten o.a. Hrodna. In juli 1920 nam het Rode Leger de stad opnieuw in, om in september van dat jaar weer door de Polen verjaagd te worden. Met de Vrede van Riga bleef de stad in Poolse handen, een situatie die tijdens het interbellum werd bestendigd. De stad werd ingedeeld bij de woiwodschap Białystok.
Het uitbreken van de Tweede Wereldoorlog had ook voor Hrodna grote gevolgen. In september 1939 viel het Rode Leger volgens de afspraken uit het Molotov-Ribbentroppact oostelijk Polen binnen. Tussen 21 en 24 september trachtten de Polen zich in de slag om Hrodna te verdedigen. Hrodna werd niettemin veroverd en werd een deel van de Wit-Russische SSR (BSSR). Duizenden Poolse inwoners werden naar Siberië gedeporteerd. In 1941 vielen de nazi’s tot Stalins verbazing toch de Sovjet-Unie binnen. Hrodna kwam onder Duitse bezetting en het grootste deel van de joodse bevolking kwam om in de concentratiekampen. Op 16 juli 1944 werd de stad door de bolsjewieken heroverd. Hrodna bleef deel van de BSSR tot het uiteenvallen van de Sovjet-Unie en het uitroepen van de Wit-Russische onafhankelijkheid in 1991.

## Sport
Neman Hrodna is de belangrijkste voetbalclub van de stad en speelt haar thuiswedstrijden in het Nemanstadion. De club won in 1993 de Wit-Russische voetbalbeker.

## Partnersteden
- Limoges (Frankrijk), sinds 1982

## Geboren
- Zygmunt Wróblewski (1845-1888), Pools natuur- en scheikundige
- Léon Bakst (1866-1924), Russisch schilder en decorontwerper
- Maier Suchowljanski (1902-1983), Amerikaans gangster
- Ivan Edesjko (1945), basketballer
- Olga Korboet (1955), turnster
- Kanstantsin Loekasjyk (1975), schutter
- Andrej Koenitski (1984), wielrenner